# Hepelivirales
Hepelivirales es un orden de virus de la clase Alsuviricetes que incluye cuatro familias virales. 
El genoma es de ARN monocatenario. Los virus de este orden infectan animales y plantas. Tienen cápsides con morfología icosaédrica. Incluye los virus de la hepatitis E y la rubeóla.

## Taxonomía
Se han descrito las siguientes familias:
- Hepelivirales
  - Familia Alphatetraviridae
  - Familia Benyviridae
  - Familia Hepeviridae
  - Familia Matonaviridae

## Filogenia
Los análisis moleculares han dado las siguientes relaciones filogenéticas entre familias:
|  | Matonaviridae                                                     |
|  |                                                                   |
|  | \| \| Benyviridae \| \| \| \| \| \| Alphatetraviridae \| \| \| \| |
|  |                                                                   |
|  | Benyviridae                                                       |
|  |                                                                   |
|  | Alphatetraviridae                                                 |
|  |                                                                   |

|  | Benyviridae       |
|  |                   |
|  | Alphatetraviridae |
|  |                   |

|  | Matonaviridae                                                     |
|  |                                                                   |
|  | \| \| Benyviridae \| \| \| \| \| \| Alphatetraviridae \| \| \| \| |
|  |                                                                   |
|  | Benyviridae                                                       |
|  |                                                                   |
|  | Alphatetraviridae                                                 |
|  |                                                                   |

|  | Benyviridae       |
|  |                   |
|  | Alphatetraviridae |
|  |                   |